# America's Best Comics
America's Best Comics foi uma linha editorial da DC Comics. Foi criada por Alan Moore em 1999 como um selo da Wildstorm, uma ideia proposta para Moore pelo fundador da Wildstorm, Jim Lee, quando ele ainda estava sob a Image Comics.

## Histórico

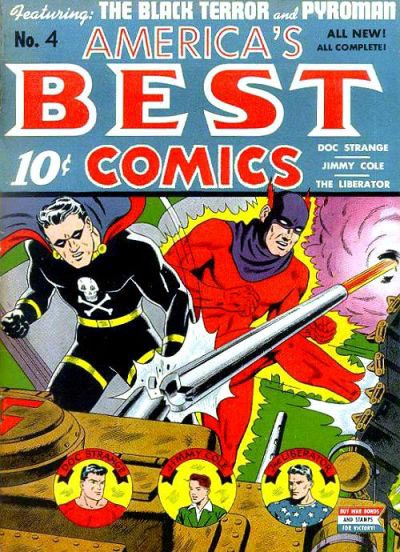
American's Best Comics (Fevereiro de 1943)

America's Best Comics foi um proeminente título da editora Standard/Better/Nedor durante a Era de ouro das histórias em quadrinhos americanas, estrelando heróis como Black Terror e Fightin Yank.. Esses personagens foram integrados por Alan Moore sob o selo ABC, onde Moore escreveu séries, incluindo The League of Extraordinary Gentlemen, uma série que mesclava vários personagens famosos da ficção da era vitoriana em um mundo; Tom Strong, uma homenagem a heróis dal literatura pulp como Tarzan e Doc Savage; Top 10, um conjunto de procedimentos policiais em uma delegacia de polícia em uma cidade onde todos têm superpoderes; e Promethea, uma das peças mais pessoais de Moore que detalhava sua visão sobre magia.
Peter Hogan e Rick Veitch tiveram suas próprias séries spin off, Terra Obscura e Greyshirt: Indigo Sunset, respectivamente, e Steve Moore (sem parentesco) co-escreveu Terrific Tales de Tom Strong com Moore.
Ilustradores regulares inclíam Kevin O'Neill, Chris Sprouse, Rick Veitch, J.H. Williams III, Gene Ha, Zander Cannon, Kevin Nowlan, Hilary Barta, Melinda Gebbie, Jim Baikie, Yanick Paquette e Art Adams.
Todas as letras da linha ABC foram feitas por Todd Klein, com exceção da The League of Extraordinary Gentlemen, que foi conduzida por Bill Oakley. O logotipo da ABC é baseado principalmente em uma ideia de Alex Ross e também foi feito por Todd Klein.
Mais tarde, Wildstorm foi vendido para a DC Comics sem o conhecimento de Moore.
De acordo com a entrevista que Moore deu a George Khoury no livro The Extraordinary Works of Alan Moore, quando Lee viu Alan Moore pela primeira vez após a aquisição, a figura alta de Moore segurando sua bengala com cabeça de cobra impressionou Lee, ele tinha certeza de que Moore - quem ainda ignorava a venda - ia vencê-lo sem sentido. Moore relutou no começo, mas finalmente decidiu aceitar sua nova situação, pois havia prometido trabalhar para vários de seus amigos artistas da extinta linha Awesome Comics de Rob Liefeld. Na mesma entrevista, ele disse que era melhor voltar contra um princípio para um bem maior, do que não ter princípios na vida. Ele também manifestou interesse em acabar com a linha com um pouco de apocalipse. Deliberar e permanentemente terminar uma linha de quadrinhos inteira era algo que ele sentia nunca ter sido feito antes nos quadrinhos.
Moore trouxe um fim ao Universo ABC para a conclusão de Promethea quando ela inaugurou o apocalipse. Moore escreveu a última edição de Tom Strong e dois especiais de 64 páginas de Tomorrow Stories, oferecendo uma despedida final à maioria dos personagens da ABC.
Antes dessas histórias finais, a linha ABC continuou um pouco mais com outros roteiristas. Tom Strong, por exemplo, havia sido escrito inteiramente por autores convidados desde novembro de 2003. Esses autores foram incluídos; Peter Hogan, Geoff Johns, Mark Schultz, Steve Aylett, Brian K. Vaughan, Ed Brubaker e Michael Moorcock. Uma sequência do Top 10 chamada Beyond The Farthest Precinct foi escrita pelo romancista Paul Di Filippo e pelo desenhista Jerry Ordway, e outro título, escrito por Peter Hogan e Steve Moore, exploraria os segredos restantes de todos os principais personagens do ABC. Esta minissérie, America's Best Comics: A to Z, começou em setembro de 2005, mas foi cancelada após quatro edições.
America's